# Partido judicial de Arzúa
El Partido judicial de Arzúa es uno de los 45 partidos judiciales en los que se divide la comunidad autónoma de Galicia, siendo el partido judicial n.º 8 de la provincia de La Coruña, de los 14 partidos judiciales de dicha provincia.
Comprende las localidades de Arzúa, Boimorto, Mellid, El Pino, Santiso, Toques y Touro.
La cabeza de partido y por tanto sede de las instituciones judiciales es Arzúa. La dirección del partido se sitúa en la Calle de Lugo de la localidad. Arzúa cuenta con un Juzgado de Primera Instancia e Instrucción.